# Vattholmaån
Vattholmaån utgör Fyrisåns källflöde. Ån avvattnar Dannemorasjön vid Dannemora i norra Uppland, rinner åt sydsydväst förbi orterna Skyttorp och Vattholma innan den strax söder om Vattholma går ihop med Vendelån.